# Richard Mastracchio
Ricard Alan "Ricky" Mastracchio (Waterbury (Connecticut), 11 de febrero de 1960 -  ), es un ingeniero y astronauta estadounidense. Ha volado en tres misiones de transbordador de la NASA como un especialista de misión. Mastracchio está actualmente asignado como ingeniero de vuelo en la Soyuz TMA-11M/Expedición 38/Expedición 39 larga duración del vuelo espacial prevista para 2013-2014.

## Personal
Richard Mastracchio nació en Waterbury (Connecticut) y se graduó de Crosby High School (Waterbury,Connecticut) en 1978. Recibió una licenciatura en Ciencias en Ciencias de la Ingeniería / equipo eléctrico de la Universidad de Connecticut en 1982, una Maestría en Ciencias en Ingeniería Eléctrica por la Instituto Politécnico Rensselaer en 1987, y una Maestría en Ciencias en la ciencia física de la Universidad de Houston-Clear Lake en 1991.
Es miembro de la Instituto de Ingenieros Eléctricos y Electrónicos.

## Carrera de Ingeniería
Mastracchio trabajó para Hamilton estándar en Connecticut como ingeniero en el grupo de diseño del sistema a partir de 1982 hasta 1987. Durante ese tiempo , participó en el desarrollo de alto rendimiento, unidades de medición inercial y ordenadores de control de vuelo.

## Carrera NASA
En 1987, se trasladó a Mastracchio Houston, Texas, a trabajar por el Rockwell traslado de operaciones de la empresa en el Centro Espacial Johnson. En 1990, se unió a la NASA como ingeniero en la dirección de las operaciones de vuelo de la tripulación . Sus deberes incluyen el desarrollo de los requisitos de software de vuelo del transbordador espacial, la verificación de transbordador espacial software de vuelo en el Laboratorio de Integración de Aviónica de traslado, y el desarrollo de ascenso y abortan procedimientos de la tripulación de la Oficina de Astronautas .
Desde 1993 hasta 1996, trabajó como un ascenso/Orientación de entrada y Oficial de Procedimientos (GPO) en el Control de Misión. Un ascenso/entrada GPO tiene tanto antes de la misión y las responsabilidades de apoyo a tiempo del transbordador espacial reales en las áreas de orientación a bordo , la navegación y la orientación. Durante ese tiempo, él apoyó diecisiete misiones como controlador de vuelo .
En abril de 1996, Mastracchio fue seleccionado como candidato a astronauta y comenzó a entrenar en agosto de 1996. Después de haber completado dos años de entrenamiento y evaluación, lo califican para la asignación de vuelo como especialista de misión . Mastracchio ha trabajado aspectos técnicos de la Oficina de Apoyo a la astronauta ordenador , para Estación de Operaciones Espaciales , y el Poder EVA. Él sirvió después como ventaja para las actualizaciones de aviónica de la cabina.
Mastracchio voló como especialista de misión en STS-106. Su siguiente misión era la STS-118 en agosto de 2007, seguido de la STS-131 en abril de 2010. Ha registrado más de 283 horas en el espacio.
Mastracchio es actualmente un ingeniero de vuelo con Expedición 38, y él es uno de los astronautas reparar el sistema de refrigeración principal para que funcione correctamente.

### Experiencia en vuelos espaciales

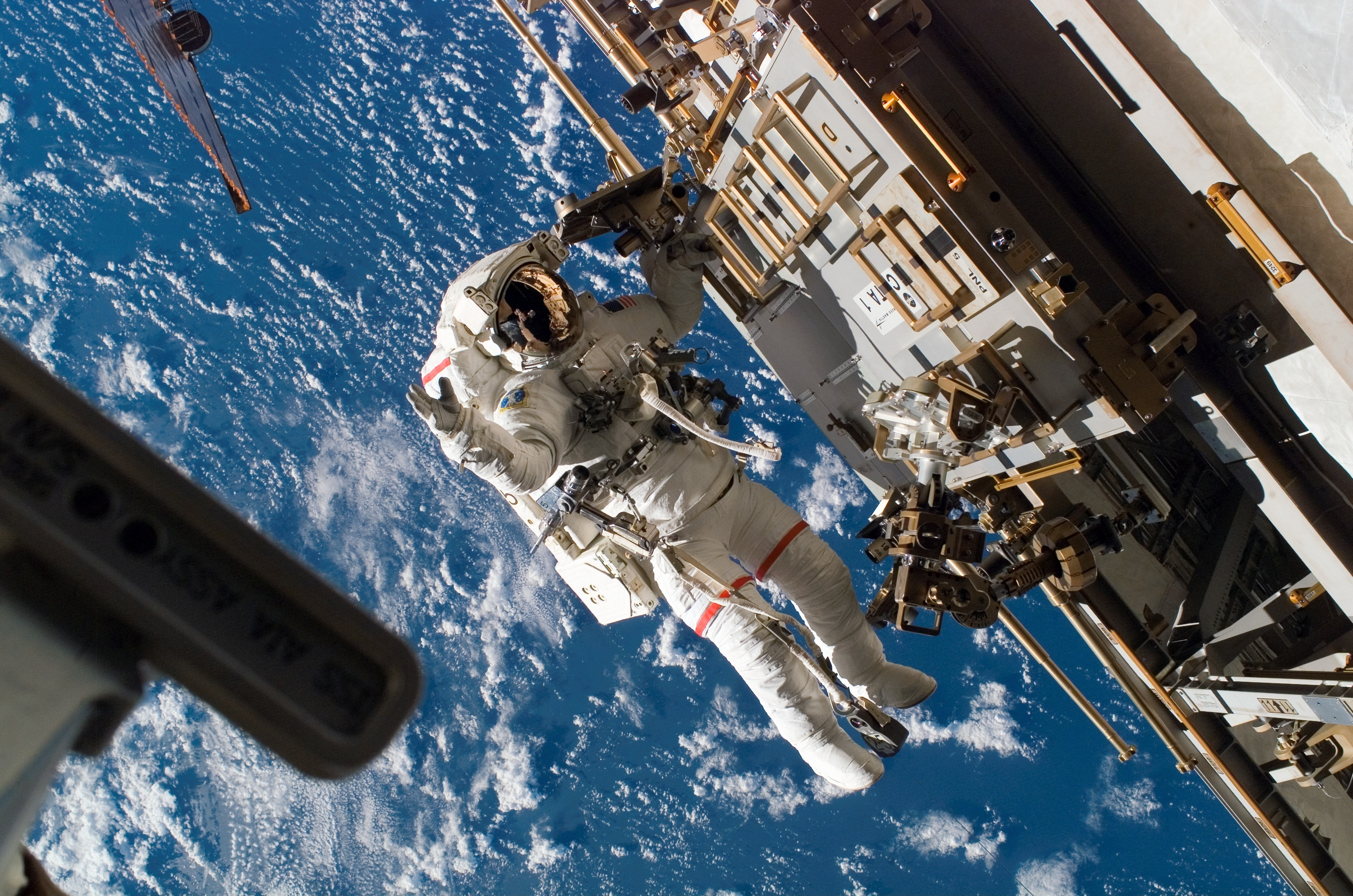
Mastracchio monta el carro CETA en la misión STS-118.

STS-106 Atlantis (septiembre 8-20 de 2000). Durante la misión de 12 días , la tripulación preparó la Estación Espacial Internacional para la llegada de la primera tripulación permanente. Los cinco astronautas y dos cosmonautas entregaron más de 6.600 kilos de suministros y las baterías instaladas, convertidores de potencia, un inodoro y una cinta de correr. Dos miembros de la tripulación realizaron un paseo espacial para conectar potencia, cables de datos y de comunicación entre los recién llegados módulo de servicio Zvezda y los demás módulos de la estación. Mastracchio fue el ingeniero de ascenso/entrada de vuelo, el operador del brazo robótico de primaria , y el responsable de la transferencia de artículos desde el transbordador espacial a la Estación Espacial. STS-106 orbitó la Tierra 185 veces , y se cubre 4.900.000 millas en 11 días, 19 horas y 10 minutos.
STS-118 (8-21 de agosto de 2007) fue el vuelo 119 del transbordador espacial , el 22.º de vuelo a la estación, y el 20.º vuelo del Endeavour. Durante la tripulación del Endeavour misión agregado con éxito otro segmento de bastidores , un nuevo giroscopio y una plataforma de repuestos externos a la Estación Espacial Internacional. Mastracchio fue el ascenso / entrada de ingeniero de vuelo y participó en tres de las cuatro caminatas espaciales. Viajando 5.3 millones millas en el espacio, la misión STS-118 se completó en 12 días , 17 horas, 55 minutos y 34 segundos.
STS-131 Descubrimiento (05 al 20 04 2010), una misión de reabastecimiento de la Estación Espacial Internacional, se puso en marcha en la noche desde el Centro Espacial Kennedy. A la llegada a la estación, la tripulación del Discovery dejó más de 27.000 libras de hardware, suministros y equipo, incluyendo un tanque lleno de refrigerante de amoniaco, nuevos cuartos de la tripulación de dormir y tres bastidores de experimentación. Como líder de EVA, Mastracchio realizó tres caminatas espaciales durante la misión y se registra 20 horas y 17 minutos de actividad evtravehicular. En el viaje de regreso, el Leonardo Módulo Logístico de Propósitos Múltiples dentro de la bodega de carga del Discovery estaba lleno con más de 6.000 libras de hardware, los resultados de la ciencia, y la basura. La misión STS-131 se llevó a cabo en 15 días, 02 horas, 47 minutos, 10 segundos, y viajó 6.232.235 millas terrestres en 238 órbitas.